# اچ‌ام‌اس هندی (۱۸۹۵)
اچ‌ام‌اس هندی (۱۸۹۵) (به انگلیسی: HMS Handy (1895)) یک کشتی بود که طول آن ۱۹۴ فوت (۵۹ متر) بود. این کشتی در سال ۱۸۹۵ ساخته شد.